# Sumida
Sumida (japanisch 墨田区, -ku) ist einer der 23 Bezirke der Präfektur Tokio. Er liegt in einem nordöstlichen Teil der japanischen Hauptstadt Tokio.
Der Name des Bezirks kommt von dem gleichnamigen Fluss Sumida (隅田川, -gawa). Allerdings wurde das erste Zeichen durch das gleichgesprochene erste Zeichen der alternativen Bezeichnung für das Flussufer (墨堤 bokutei, „Deiche des Sumida-gawa“) ersetzt.

## Geografie
Der Bezirk liegt zwischen den Flüssen Arakawa im Osten und Sumida im Westen.

## Geschichte
Sumida entstand am 15. März 1947 durch die Zusammenlegung der ehemaligen Stadtbezirke Honjo (本所区, -ku) und Mukōjima (向島区, -ku) der Stadt Tokio.

## Stadtteile
Der Bezirk Sumida besteht unter anderem aus folgenden Stadtteilen (für eine vollständige Aufzählung, siehe Liste der Stadtteile des Tokioter Bezirks Sumida):
- Im Südwesten befinden sich auf dem Gebiet des ehemaligen Bezirks Honjo
  - Ryōgoku im Südwesten, wo sich ursprünglich das Ryōgoku Kokugikan befand, in dem mit Unterbrechungen seit 1909 Sumō-Turniere in Tokio ausgerichtet werden; die Ryōgoku-Brücke (Ryōgokubashi) nahe am Bahnhof Ryōgoku führt die Yasukuni-dōri über den Sumida.
  - In Yokoami nördlich davon liegen das heutige Ryōgoku Kokugikan und das Edo-Tokyo-Museum.
  - Weiter nördlich am Ufer des Sumidagawa befinden sich Azumabashi, die gleichnamige Brücke, und – nicht etwa im ehemaligen Bezirk Mukōjima – der Stadtteil Mukōjima.
- Die früheren Bezirksgrenzen überspannt der Stadtteil Oshiage, wo sich der Tokyo Skytree befindet,
- Der nordöstliche Teil des Sumida-ku bis zum Arakawa umfasst den ehemaligen Bezirk Mukōjima, der 1932 bei der Eingemeindung von drei Städten aus dem Landkreis Süd-Katsushika in die Stadt Tokio entstanden war. Hier liegen vor allem Wohngebiete und unter anderem die Stadtteile Sumida, Higashi-Mukōjima („Ost-Mukōjima“) und Yahiro.

## Verkehr
- Straße:
  - Stadtautobahn Tokio
    - Nr. 6 (Mukōjima-Linie), nach Chūō oder Katsushika
    - Nr. 7 (Komatsugawa-Linie), von der Ryōgoku Junction in Sumida nach Edogawa

  - Nationalstraße 6, nach Chūō oder Sendai
  - Nationalstraße 14, nach Chūō oder Chiba
- Zug:
  - JR Chūō-Sōbu-Linie, von Ryōgoku oder Kinshichō nach Mitaka oder Chiba
  - JR Sōbu-Hauptlinie (Sōbu-Schnelllinie), von Kinshichō nach Tokio oder Chiba
  - Keisei Oshiage-Linie, von Oshiage, Keisei Hikifune oder Yahiro nach Katsushika
  - Tōbu Isesaki-Linie, von Narihira-Bashi, Hikifune, Higashi-Mukōjima oder Kanegafuchi nach Taitō oder Isesaki
  - Tōbu Kameido-Linie, von Higashi-Azuma, Omurai oder Hikifune nach Kōtō
  - Toei Asakusa-Linie, von Honjo-Azuma-bashi oder Oshiage nach Ōta
  - Toei Shinjuku-Linie, von Kikukawa nach Shinjuku oder Ichikawa
  - Toei Ōedo-Linie, von Ryōgoku nach Shinjuku oder Nerima
  - Tōkyō Metro Hanzomon-Linie, von Kinshichō oder Oshiage nach Shibuya

## Wirtschaft
Sumida ist Sitz folgender Unternehmen:
- Asahi Beer: siebtgrößte Brauerei weltweit (u. a. mit den Marken Asahi Super Dry, Lech, Tyskie, Pilsner Urquell)[2]
- Tōbu Tetsudō: japanische Eisenbahngesellschaft mit einem der längsten Streckennetz in Japan, 4.300 Mitarbeiter

## Politik
- KPJ: 3
- KDP: 2
- Ishin/DVP: 3
- Sonstige Fraktionen (je ein Mitglied; inkl. Tomin First): 4
- Kōmeitō: 7
- LDP: 13

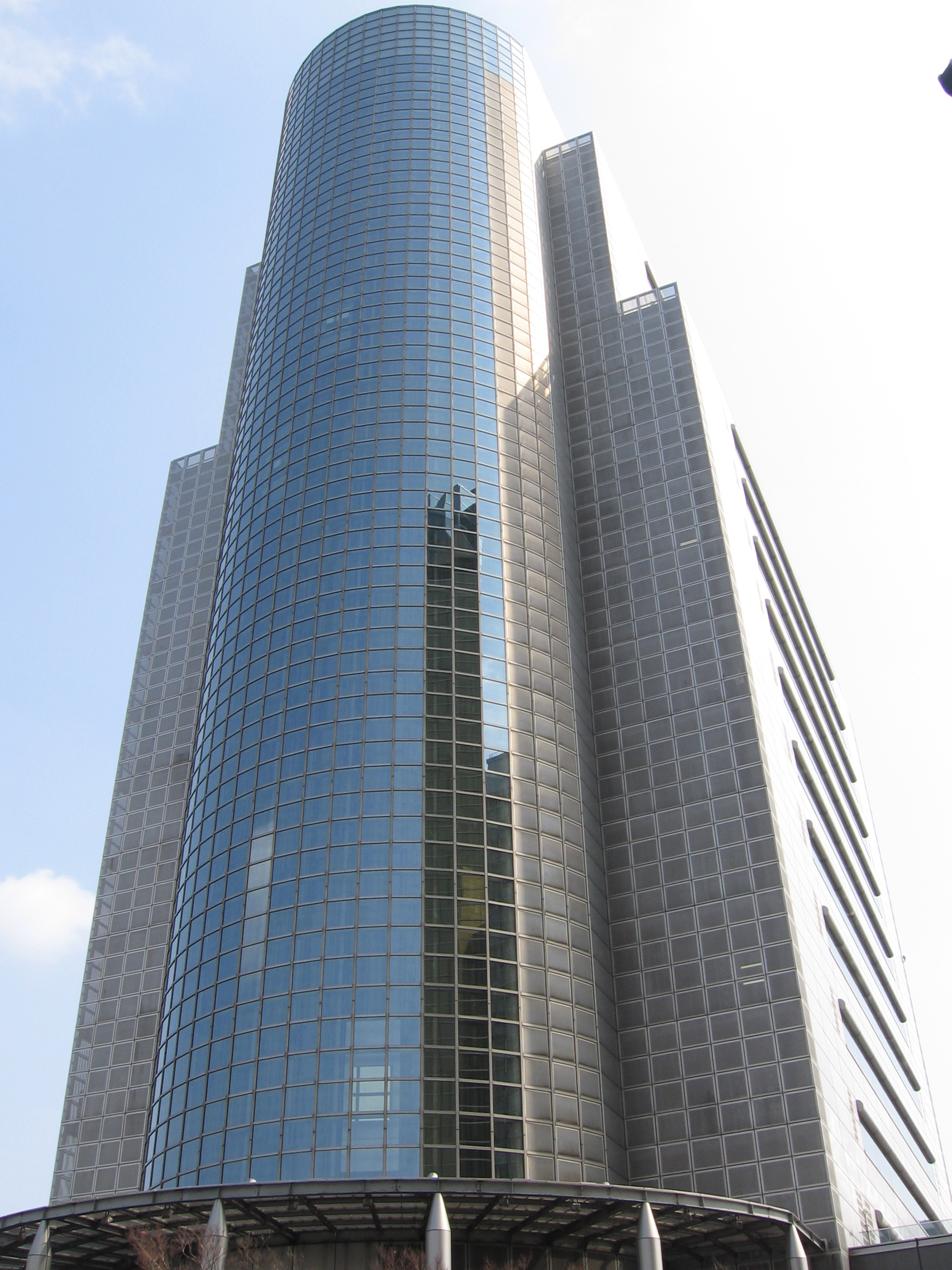
Das Rathaus in Azumabashi

Bezirksbürgermeister von Sumida ist seit 2015 der ehemalige Bezirksparlamentsabgeordnete Tōru Yamamoto. Bei den einheitlichen Regionalwahlen 2023 wurde er mit Unterstützung durch LDP und Kōmeitō gegen eine KPJ-KDP-Gegenkandidatin mit über 76 % der Stimmen wiedergewählt. Ebenfalls bei den einheitlichen Regionalwahlen wurden die 32 Mitglieder des Kommunalparlaments neu gewählt.
Für das Parlament der Präfektur Tokio ist Sumida ein Dreimandatswahlkreis, den bei der letzten Wahl 2021 unverändert je ein Mitglied von Tomin First no Kai, Kōmeitō und LDP gewannen.
Für das Unterhaus des nationalen Parlaments bildet der Bezirk Sumida seit 2024 mit einem Teil von Edogawa den Wahlkreis Tokio 14, der seit 2003 mit Unterbrechung von der Liberaldemokratin Midori Matsushima vertreten wird. 2024 wurde sie mit 36,3 % der Stimmen gegen sechs Kandidaten wiedergewählt.

## Sehenswürdigkeiten
- Sumida Hokusai Museum
- Edo-Tokyo-Museum
- Kanto-Erdbeben-Museum[7]

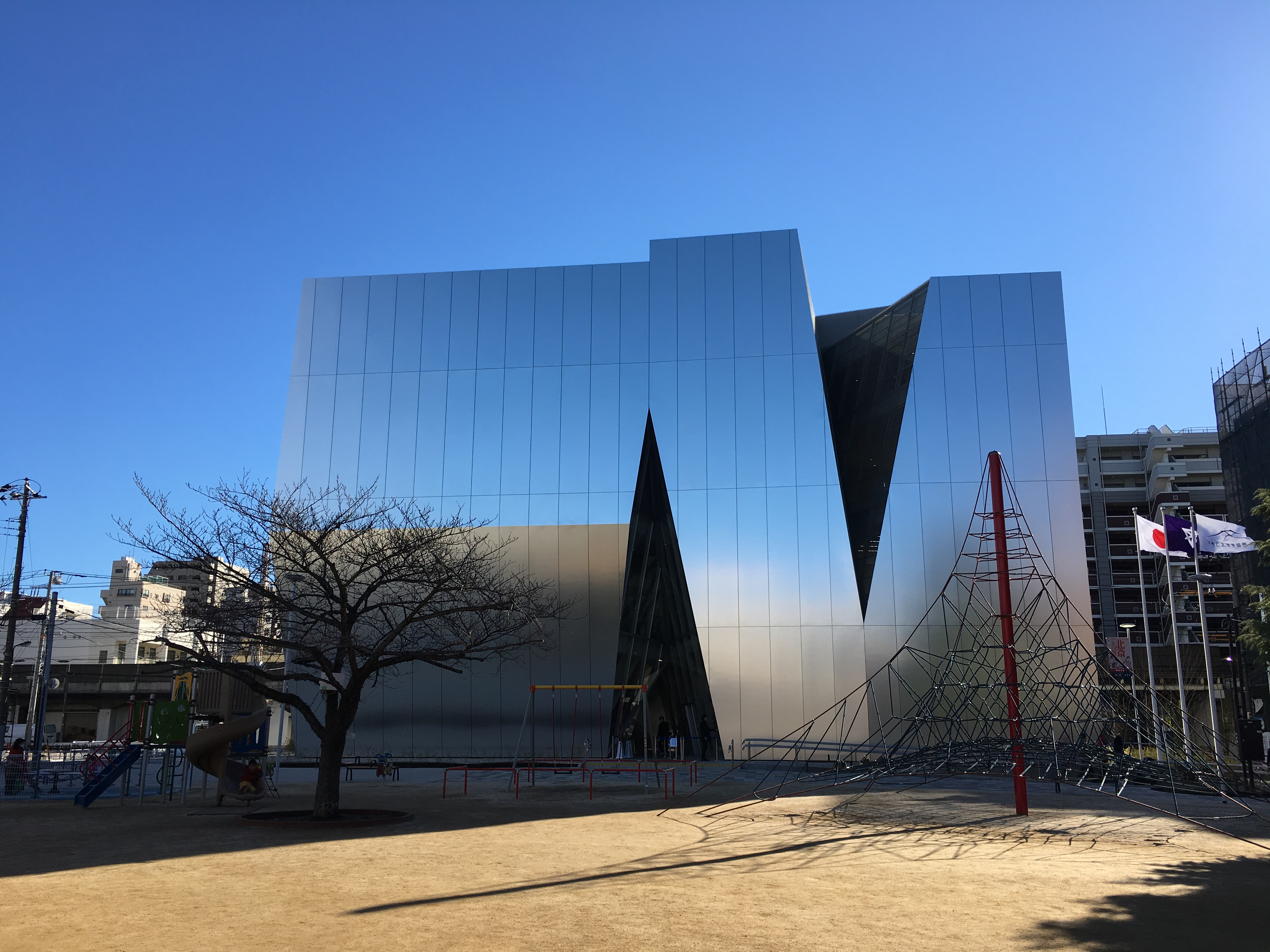
Das Sumida Hokusai Museum, Nordansicht

- Ryogoku Kokugikan Sumo Hall mit Sumo-Museum[8]
- Tabak- und Salzmuseum Tokio
- Museum für japanische Schwertkunst
- Tokyo Skytree

## Söhne und Töchter der Stadt
- Hokusai (1760–1849), Vertreter des japanischen Ukiyo-e
- Yui Kano (* 1983), Synchronsprecherin
- Seiji Miyaguchi (1913–1985), Schauspieler
- Masakazu Morita (* 1972), Synchronsprecher und Schauspieler
- Hiroyuki Nagahama (* 1958), Politiker
- Sadaharu Oh (* 1940), Baseballspieler

## Städtepartnerschaften
- Takahata
- Shíjǐngshān Qū, Peking (seit 13. Dezember 1997)
- Seodaemun-gu, Seoul (seit 3. Oktober 2003)

## Angrenzende Städte und Gemeinden
- Tokio: Bezirke Taitō, Arakawa, Edogawa, Katsushika, Adachi, Chūō, Kōtō